# Delivered At Terminal
Con il termine Delivered At Terminal (in italiano: reso al terminal e indicante il terminal convenuto nel porto o nel luogo di destinazione), utilizzato nella forma breve di acronimo come DAT, è una delle clausole contrattuali in uso nelle compravendite internazionali, quelle codificate nell'Incoterms a far data dalla versione del 2010 e che servono a statuire i diritti e i doveri di ognuna delle parti in causa, definendo anche la suddivisione dei costi di trasporto, assicurativi e doganali tra venditore ed acquirente.

## Diritti e doveri
Fino all'emissione del nuovo regolamento avvenuto nel 2010 il termine di resa equivalente era il Delivered Ex Quay e veniva applicato esplicitamente al trasporto marittimo; ora può essere invece utilizzato per qualsiasi metodologia di trasporto, indipendentemente dal mezzo utilizzato.
Il "terminal", che deve essere esplicitamente indicato, può essere un qualsiasi luogo coperto o scoperto come la banchina del porto, un magazzino, un'area di stoccaggio dei container, un terminal stradale, ferroviario o aereo.
Il venditore effettua la consegna quando mette la merce a disposizione del compratore scaricata dal mezzo di trasporto in arrivo nel luogo convenuto; a carico del venditore stesso sono tutte le spese di trasporto fino al terminal (compresi i costi per l'attraversamento di eventuali nazioni terze), nonché le spese per l'ottenimento di licenze e documentazioni per l'esportazione dalla nazione di origine e quelle per le operazioni doganali sempre di esportazione.